# Nach dem Sturm (Werefkin)
Nach dem Sturm ist der Titel eines Gemäldes, das die russische Künstlerin Marianne von Werefkin 1932 malte. Das Werk gehört zum Bestand der Fondazione Marianne Werefkin in Ascona und hat die Inventarnummer 0-0-72.

## Ikonografie
Dargestellt sind fünf „Vorwärtsruderboote“ auf dem Lago Maggiore, die mit Knüppelholz beladen, zielgerichtet einen Hafen ansteuern. Das Holz haben die Bootsführer auf dem See gefischt, das nach einem Unwetter aus den Wäldern der Tessiner Alpen von den Flüssen im Centovalli, im Valle Maggia und im Valle Verzasca in den Lago geschwemmt wurde.

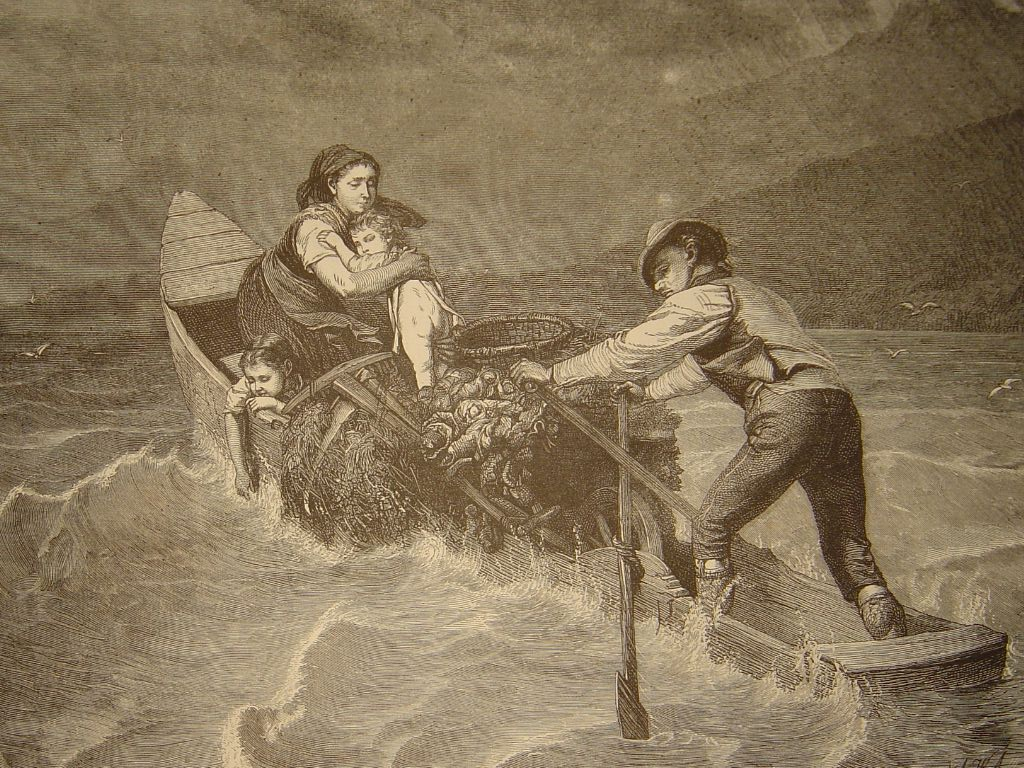
Vorwärtsruderboot

Im Vordergrund rudern drei Personen die Boote. Links ein Mann mit weißem Hemd, der rechte trägt ein rotes Hemd. In ihrer Mitte, in dem geheimnisvoll erleuchteten Teil des Sees, plagt sich eine schwarz gekleidete Frau mit den Rudern ab. Sie ist erkennbar gegenüber den männlichen Schiffsführern benachteiligt, weil ihr Boot das einzige auf dem See ist, das nicht wie üblich und für Tessiner Fischerboote typisch, mit einer vor Regen und vor Sonne schützenden Plane über einer Spantenkonstruktion  ausgerüstet ist. Ihre Fracht kann nicht als gesichert gelten und würde bei höherem Wellengang leicht über Bord gehen. Der vorausgegangene Sturm hat sich gelegt, der See ist relativ ruhig. Die dunklen Gewitterwolken ziehen sich in die Berge im Hintergrund zurück, die von Schnee überzogen sind.

## Kostenloses Brennmaterial
Werefkin schildert in ihrem Gemälde eines jener schweren Gewitter, die im Tessin oftmals die kleinen Gebirgsflüsse zu Brücken und Häuser mitreißenden Wasserfluten anschwellen lassen. Sie entwurzeln immer wieder in den Bergen ganze Bäume und schwemmen sie in den Lago. Zu Werefkins Zeiten profitierten von einem solchen Unwetter jene Asconeser, die ein Boot besaßen. Sobald sich der See wieder beruhigt hatte, fischten sie so viel Holz aus dem Wasser wie sie nur konnten, um sich mit kostenlosem Brennmaterial einzudecken.
Im Herbst 1932 berichtete Werefkin an ihre Freunde Carmen und Diego Hagmann in Zürich aus Ascona: „Diese zwei Monate Regen und Kälte, das Holz verduftete und nun blieb mir die Perspective des Frierens [...] Wir erwarten hier die Sintflut. Ich habe mir schon die Tiere gewählt, die mitzunehmen sind. Gestern dachten alle, es beginne der Weltuntergang. Um acht Uhr früh war es finster wie die Nacht, dann kam ein großes Gewitter, das Licht ging überall aus. […] Wer Geld hat flieht, wer keins hat, heult von Ischias, Gicht, Rheuma-Schmerzen.“